# Ingolf Roßberg
Ingolf Roßberg (Dresda, 22 marzo 1961) è un ex politico tedesco, sindaco di Dresda dal 2001 al 2008.

## Biografia

### Ritiro dalla politica
All'inizio del 2008, a fine legislatura, ha dichiarato che non si sarebbe ricandidato e ha lasciato la carriera politica. Dall'autunno 2009 lavora come ingegnere del traffico per una società di Amburgo, in Germania e all'estero. Dal 2011 è stato il primo presidente (2011-2012, eletto dal 2012) della Johann Strauss Society tedesca con sede a Coburgo e redattore responsabile della rivista Neues Leben (dal nome della polka française Neues Leben, op. 278 di Strauss figlio), che viene pubblicata più volte l'anno come rivista per amici e amanti della musica di Johann Strauss figlio e dell'Operetta viennese.

## Vita privata
Ingolf Roßberg è sposato e ha tre figli. Vive con la famiglia a Dresda-Plauen.